# Museo del Novecento
Le museo del Novecento est un musée italien consacré à l'art du XXe siècle situé sur la piazza del Duomo, au sein du Palazzo dell'Arengario, à Milan.

## Description
Son ouverture initialement fixée courant 2009 — pour le centenaire de l’édition du Manifeste du futurisme — le musée est finalement inauguré le 6 décembre 2010. Il accueille environ 400 œuvres principalement picturales, sur une surface d'exposition de 5 000 m2, provenant des collections municipales de la ville de Milan. 
Réalisé par les architectes Italo Rota et Fabio Fornasari, le museo del Novecento est un ensemble architectural caractérisé par la sobriété et la clarté, et 
où l'espace muséal se développe, autour d'une rampe hélicoïdale, suivant un parcours rigoureusement chronologique exposant les différents mouvements artistiques, depuis les futuristes du début du siècle, en passant par l'avant-gardisme international, le spatialisme et la Transavanguardia jusqu'à l'Arte Povera des années 1960. Conçu sur sept niveaux, le dernier étage de l'édifice offre une vue plongeante sur le dôme et donne également sur une salle entièrement consacrée aux œuvres de Lucio Fontana dont sa spectaculaire décoration spatiale lumineuse, arabesque en néons blancs de plus de 100 m de long.

## Principales œuvres
Giuseppe Pellizza
- Il Quarto Stato, 1901

Giacomo Balla
- Fillette courant sur un balcon, 1912

Umberto Boccioni
- L'Homme en mouvement, 1913

Carlo Carrà
- Le Cavalier rouge, 1913

Vassily Kandinsky
- Composition, 1916

Amedeo Modigliani
- Portrait de Paul Guillaume, 1916

Giorgio Morandi
- Natura morta con mezzo manichino di terracotta, 1919

Giorgio De Chirico
- Il figlio prodigo, 1922

Arturo Martini
- La convalescente, 1932
- Les morts de Bligny sursauteraient, 1935-36

Lucio Fontana
- Soffitto spaziale, 1956

Salvatore Garau
- Composizione, 1995

Piero Manzoni
- Merde d'artiste, 1961